# Ачесон, Джеймс
Джеймс А́чесон (также Эчесон, Эчисон; англ. James Acheson; род. 13 марта 1946 года) — британский художник по костюмам. Работал над костюмами и декорациями для телевидения, театра, оперы, балета и кино.
Является трёхкратным лауреатом премии «Оскар» в области дизайна костюмов (за работу над фильмами «Последний император» Бернардо Бертолуччи, «Опасные связи» режиссёра Стивена Фрирза и «Реставрация» режиссёра Майкла Хоффмана) и премии BAFTA за работу в качестве художника по костюмам в фильме «Последний император». Кроме этого, был удостоен награды Гильдии художников по костюмам в 2004 году.

## Телевидение
Для BBC Television, где Ачесон начал свою карьеру, он разработал костюмы и монстров для 36 эпизодов «Доктор Кто» в эпоху Третьего Доктора и Четвёртого Доктора, включая создание костюма для Четвёртого Доктора, которого играл Том Бейкер, в том числе его фирменный длинный шарф.
Ачесон также является автором первых версий костюмов Первого и Второго Докторов, которые были показаны по цветному телевидению. Ачесон сыграл решающую роль в создании костюмов, которые появлялись в таких сериалах, как «Мутанты» (1972), «Временной монстр» (1972), «Три Доктора» (1972-73), «Карнавал монстров» (1973), «Робот» (1974-75), «Террор зайгонов» (1975), «Маска Мандрагоры» (1976) и «Беспощадный убийца» (1976). В некоторых случаях Ачесон использовал необычные материалы: стекловолокно, латексный каучук и формованный пластик.
Кроме этого, Джеймс работал над шестью эпизодами телеадаптации BBC «Принц и нищий» в 1976 году.

## Кинематограф
Во время работы над фильмом «Горец», Ачесон создал килт для Кристофера Ламберта. Работая над фильмами о Человеке-пауке, Ачесон заслужил благодарность артиста Альфреда Молина за создание удобного, но реалистичного костюма для его персонажа Доктора Осьминога.
Джеймс Ачесон при разработке дизайна костюмов в исторических фильмах вдохновлялся работами итальянского художника по костюмам Пьеро Този.

### Фильмография (как дизайнер костюмов)
- 1981 — Бандиты во времени
- 1983 — Смысл жизни по Монти Пайтону
- 1985 — Вода
- 1985 — Бразилия
- 1986 — Горец
- 1986 — Бигглз
- 1987 — Последний император
- 1988 — Опасные связи
- 1990 — Под покровом небес
- 1992 — Грозовой перевал
- 1993 — Маленький Будда
- 1994 — Франкенштейн Мэри Шелли
- 1995 — Королевская милость
- 1996 — Ветер в ивах
- 1998 — Человек в железной маске
- 2000 — Вампирёныш
- 2002 — Человек-паук
- 2003 — Сорвиголова
- 2004 — Человек-паук 2
- 2007 — Человек-паук 3: Враг в отражении
- 2010 — Путь воина
- 2013 — Человек из стали
- 2015 — Всё могу